# Igarassu
Igarassu este un oraș în Pernambuco (PE), Brazilia.
1. ↑   https://cidades.ibge.gov.br/xtras/perfil.php?codmun=2606804, accesat în 12 decembrie 2017 Lipsește sau este vid: |title= (ajutor)
2. ↑   https://cidades.ibge.gov.br/xtras/perfil.php?codmun=2606804 Lipsește sau este vid: |title= (ajutor)